# Villaverde de Montejo
Villaverde de Montejo – gmina w Hiszpanii, w prowincji Segowia, w Kastylii i León, o powierzchni 24,8 km². W 2011 roku gmina liczyła 43 mieszkańców.